# Esauira

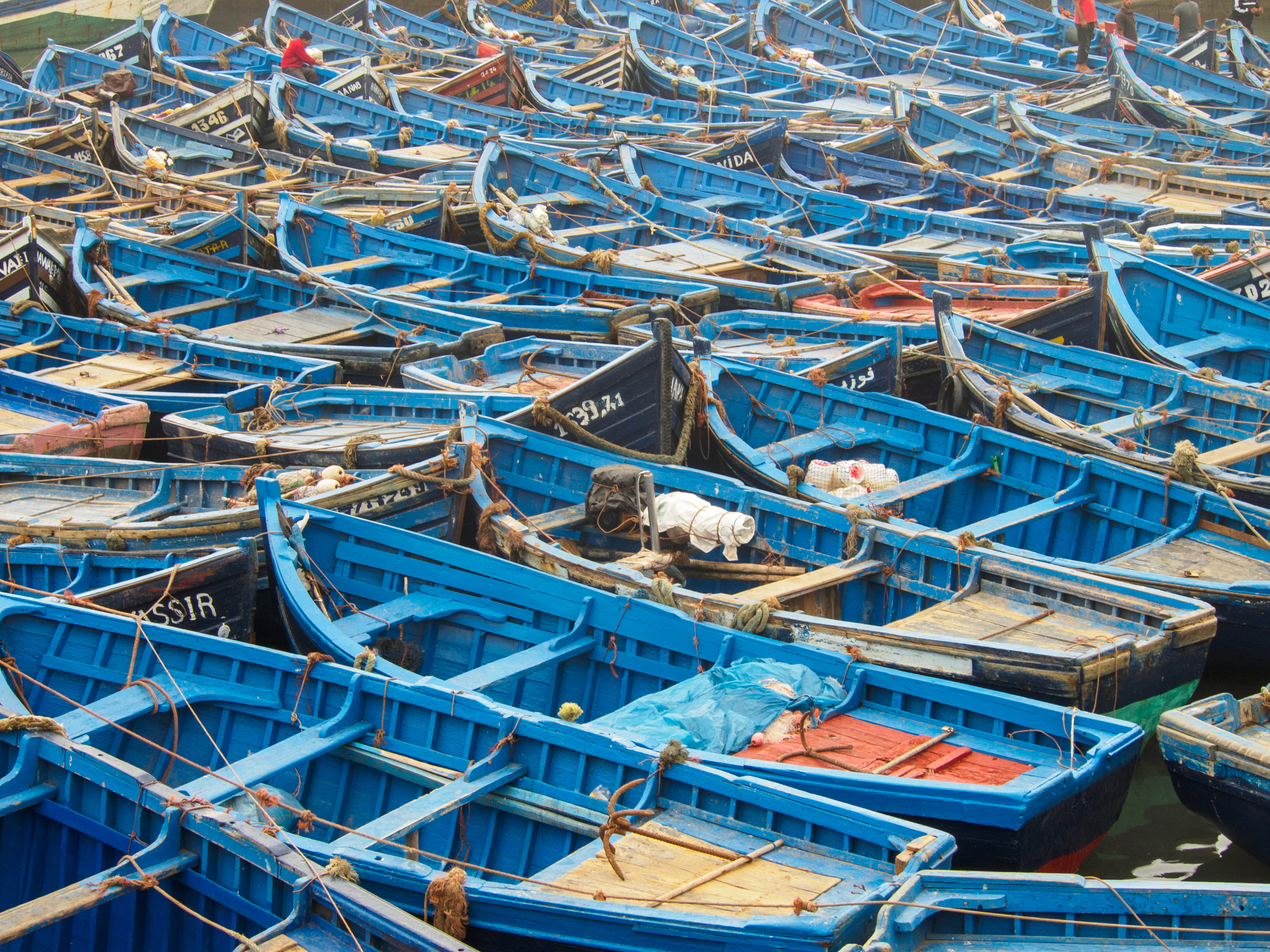
Barcas tradicionales en el puerto

Esauira (en árabe: الصويرة‎, en lenguas bereberes: ⵎⵓⴳⴰⴷⵓⵔ, en francés: Essaouira), conocida antiguamente como Mogador, es una ciudad portuaria de Marruecos, situada en la costa occidental atlántica, al norte del cabo Sim.  Es la capital de la provincia homónima, en la región de Marrakech-Safí. Con cerca de 70.000 habitantes, su medina o centro histórico está catalogado por la Unesco como Patrimonio de la Humanidad desde 2001.

## Economía

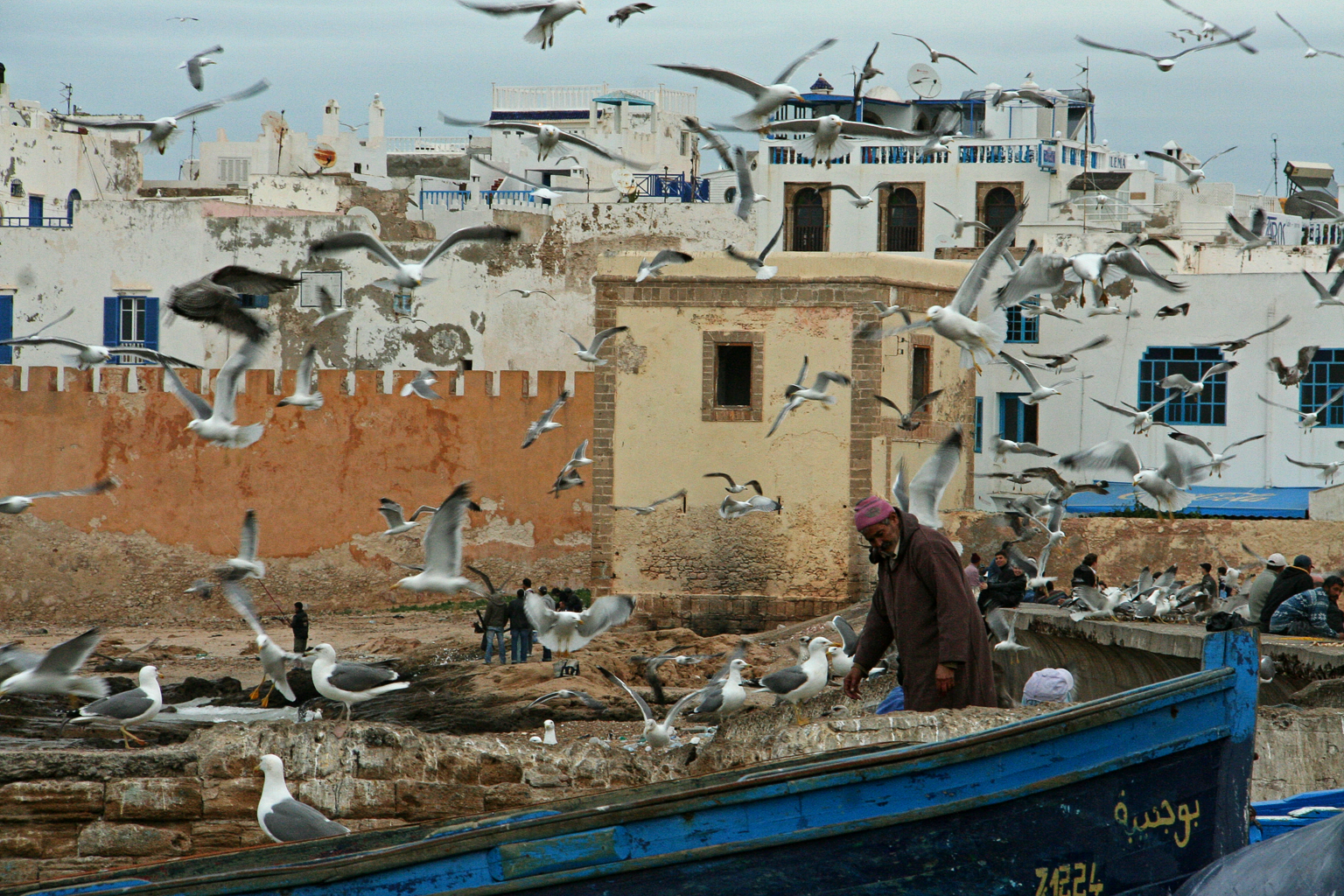
Gaviotas en la ciudad

La economía del lugar gira en torno al turismo, la pesca, la industria maderera, textil y alimentaria, y al comercio de productos de artesanía, marquetería y joyería en particular. Dispone de gasoducto y un aeródromo. Esauira alberga anualmente el Festival de Gnaua y Músicas del Mundo de Esauira que atrae a miles de visitantes.

## Historia
En la Edad Antigua, expediciones de los fenicios exploraron estas costas utilizadas para la búsqueda de un gasterópodo del género Murex, de donde obtenían la púrpura, en una especie de factoría ubicada en la isla de Mogador, frente a la ciudad de Esauira.
En 1506 los portugueses construyen allí un puerto y varias fortalezas. Permaneciendo hasta su expulsión en 1525.
En 1629 siguiendo órdenes del Cardenal Richelieu, fue bombardeada por una flota francesa que previamente había atacado el puerto de Salé, dedicado a la piratería.
Su puerto y fortificaciones fueron reconstruidas por el sultán Mohammed III a mediados del siglo XVIII.
El 15 de agosto de 1844 una flota francesa, que había bombardeado previamente la ciudad de Tánger, atacó la ciudad en represalia por el apoyo del sultán de Marruecos a los argelinos durante la conquista francesa de Argelia. Las construcciones defensivas fueron seriamente dañadas.
Fue parte del protectorado francés de Marruecos de 1912 a 1956.